# Theodor Richter
Hieronymus Theodor Richter (ur. 21 listopada 1824 w Dreźnie, zm. 25 września 1898 we Freibergu) – niemiecki chemik, współodkrywca indu.
Ukończył studia w Akademii Górniczej we Freibergu. W 1863 roku wraz z Ferdinandem Reichem odkrył ind badając blendę cynkową.